# Fútbol callejero

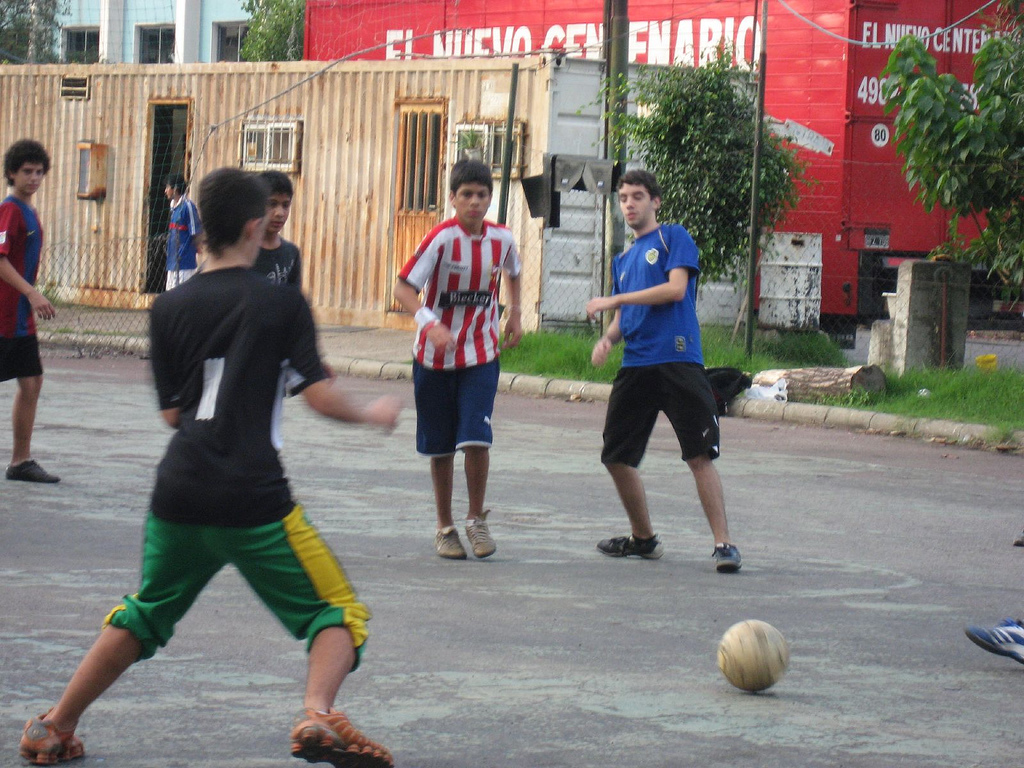
Partido de fútbol callejero en Argentina

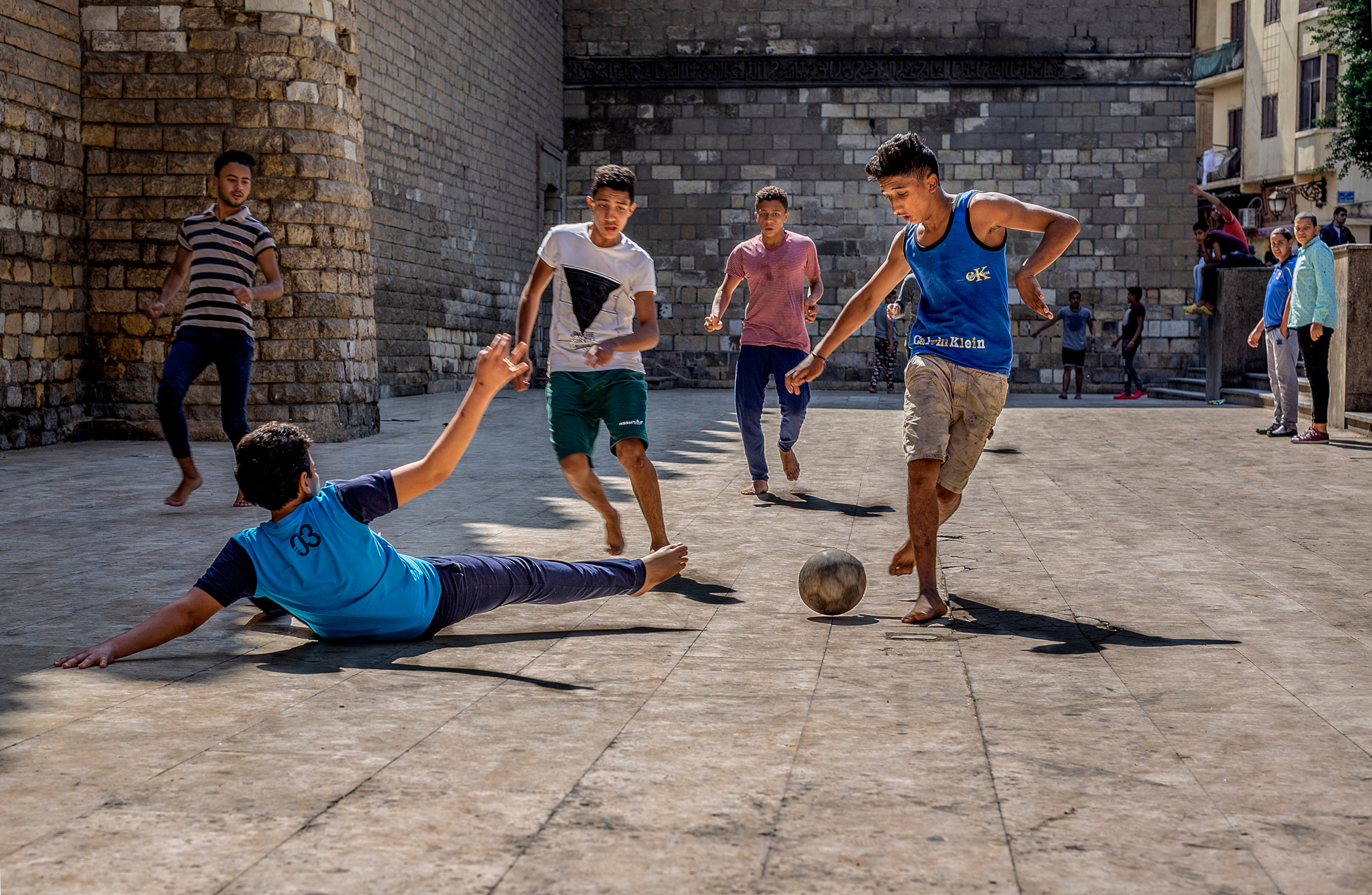
Fútbol callejero en Egipto

El fútbol callejero es el término que abarca un número de variedades informales del fútbol. Esta variante informal no utiliza necesariamente los requisitos de un juego formal, tal como un campo grande, marcas del campo, once jugadores por equipo u oficiales de campo (árbitro y asistentes).
Básicamente el juego dispondrá apenas de un balón y una pared o una cerca usada como meta, o artículos tales como ropa que es utilizada para los postes. La facilidad de jugar que tienen estos juegos informales en las calles y espacios abiertos hacen que el fútbol sea el deporte más popular por todo el mundo.
En el fútbol callejero se puede puntuar la competición siguiendo tres criterios: adaptaciones que dan menor importancia a las reglas, los juegos basados en puntos por gol y juegos basados en asociación de movimientos.
Este fenómeno ha incrementado su popularidad gracias a la saga de videojuegos FIFA Street, aparecida en febrero de 2005 para PlayStation 2, Xbox y Nintendo GameCube.
El fútbol callejero se inscribe como herramienta de transformación social, que promueve valores como la integración, la tolerancia, el respeto, la solidaridad, el trabajo en equipo, la participación y cambia la competencia por la colaboración y co-construcción de las normas de juego a través de los acuerdos y la participación. 
Contribuye enormemente a desarrollar las 10 Habilidades para la Vida (según OMS, son comportamientos aprendidos que las personas usan para enfrentar situaciones problemáticas de la vida diaria) factores de protección claves en el desarrollo de la personalidad en etapas complejas como lo son la adolescencia y juventud. Las 10 habilidades para la vida son:
- Conocimiento de sí mismo
- Empatía
- Comunicación afectiva
- Relaciones interpersonales
- Toma de decisiones
- Resolución de problemas y conflictos
- Pensamiento creativo
- Pensamiento crítico
- Manejo de sentimientos y emociones
- Manejo de tensiones y estrés

A diferencia del fútbol tradicional, las reglas del callejero se basa en los siguientes puntos: 
1) Se constituyen 3 (tres) tiempos
2) Es Mixto
3) No hay árbitros
TIEMPOS:
- En el 1° Tiempo se construyen las reglas y las condiciones del partido. Las reglas las establecen los y las mismas jugadoras.Para este momento son necesarios 10 (diez) minutos.
- En el 2° Tiempo se juega el partido. Para ello se destinarán 20 (veinte) minutos.
- En el 3° Tiempo se evalúan los resultados en relación con la cantidad de goles, el compañerismo, el compromiso con los acuerdos preestablecidos de manera colectiva, la solidaridad para con el otro equipo.

EQUIPOS MIXTOS:
- Se incentiva a que los equipos se conformen con las múltiples expresiones de género, para que su práctica no sea privilegio del varón.

MEDIADORES:
- Esta figura en el juego, es un concepto innovador y necesario para que garantice que la dinámica y los conflictos que surjan durante juego sean resueltos de manera autogestiva por quienes participen dentro de la cancha.
- Acompaña el proceso de reflexión y evaluación que se da en el 3.º tiempo.

A modo de conclusión, es una metodología replicada en diferentes lugares que aprovecha los valores del potrero para reinstalar el diálogo en barrios y comunidades en las cuales la poca accesibilidad a clubes, espacios deportivos y recreativos, y la presencia de consumos se convirtió en una preocupación mayúscula. Uno de los elementos fundamentales es que propicia el diálogo y el abordaje de los conflictos mediante este, empleando un novedoso método que intenta aprovechar la cooperación y el compañerismo propio del portero, con estrategias de intervención que apunten a generar condiciones de encuentro, de disfrute y de compartir con otros, sin presencia de consumos, y donde se pueda tomar contacto con la alegría, el placer, donde se puedan desarrollar vínculos y relaciones que contribuyen al crecimiento y fortalecimiento de la personalidad.
Algunos referentes que practicaron o practican el deporte a nivel global son:
- Soifiane Bencok
- Edward van Gils
- Jermaine Vannenburg
- Jeand Doest
- Randall do Rosario
- Ronaldinho
- Achie Tarhouchi
- Groundmazter Colombo
- Illias Touba
- Amin Benmomou
- Djuric Ascension